# Catherine Marchi-Uhel
Catherine Marchi-Uhel est une magistrate française et, depuis 2017, chef du Mécanisme international, impartial et indépendant, un organisme chargé par l'ONU de collecter les preuves des exactions commises par le régime de Bachar Al-Assad.

## Carrière
Elle travaille au tribunal de grande instance jusqu'en 1995, puis elle est missionnée par l'ONU comme juriste en chef des chambres du Tribunal pénal international pour l'ex-Yougoslavie (TPIY) avant de devenir juge internationale au Kosovo de 1999 à 2008.
Le 3 juillet 2017, elle est nommée, par le secrétaire de l'ONU António Guterres, chef du Mécanisme international, impartial et indépendant, organisme chargé de la collecte des preuves des crimes de guerre en Syrie,,.
Le 20 septembre 2018, elle annonce avoir réuni près de 900 000 documents et ouvrir deux dossiers d'enquête sur les crimes de guerre en Syrie,.
En 2019, à la suite de la mise en examen d'un membre des services secrets syriens interpellé en région parisienne et mis en examen en février 2019 pour « complicité de crimes contre l’humanité » et relaxé par la chambre criminelle de la Cour de cassation, qui estime que les tribunaux français sont incompétents au motif que le droit syrien ne sanctionne pas spécifiquement les crimes contre l’humanité, Catherine Marchi-Uhel appelle à la levée de ce verrou juridique, à l'image de l'Allemagne où ce type de procès peut aller à son terme.